# Жаринов, Евстафий Иванович
Евстафий Иванович Жаринов — физик-исследователь, лауреат Ленинской премии 1972 года.
Родился 22.09.1927. в д. Дьяково Семёновского уезда Нижегородской губернии (Семёновского района Горьковской области).
Окончил Семеновскую среднюю школу № 1.
С 1951 г. работал в КБ-11 (ВНИИЭФ).
Участвовал в создании термоядерной бомбы. Кандидат физико-математических наук.
Лауреат Ленинской премии 1972 года в составе коллектива: Смирнов Е. Н., Людаев Р. З., Плющев Ю. И., Терлецкий Я. П., Жаринов Е. И. — за работы в области магнитной кумуляции.